# 謝拉菲瑪·薩哈諾維奇
謝拉菲瑪·安德烈耶芙娜·薩哈諾維奇（俄语：Серафима Андреевна Саханович，2000年2月9日—），俄羅斯花式滑冰運動員，她在青年組時期曾兩度成為世界青年錦標賽和青年組大獎賽總決賽銀牌得主，她亦奪得2014年俄羅斯青年花式滑冰錦標賽冠軍。 

## 外部連結
- 维基共享资源上的相關多媒體資源：謝拉菲瑪·薩哈諾維奇
- Serafima Sakhanovich在国际滑冰联盟的页面